# Ondřej Šourek
Ondřej Šourek (* 26. April 1983 in Ledeč nad Sázavou) ist ein tschechischer Fußballspieler.

## Vereinskarriere
Ondřej Šourek spielte in seiner Jugend für Kovofiniš Ledeč nad Sázavou und Slovan Havlíčkův Brod. Mit 13 Jahren wechselte er zum FC Vysočina Jihlava. Dort absolvierte er noch als A-Jugendlicher seine ersten Spiele im Herrenbereich. Einen Stammplatz hatte er ab der Zweitligasaison 2002/03. Im Juni 2005 feierte der Verteidiger mit seiner Mannschaft den Aufstieg in die Gambrinus-Liga, in der sie sich allerdings nur ein Jahr halten konnte. Šourek kam auf 24 Erstligaeinsätze.
Im Sommer 2007 wechselte Šourek nach langwierigen Verhandlungen zu Slavia Prag. Dort konnte sich der Abwehrspieler allerdings kaum durchsetzen, zum 1. Juli 2008 wechselte er zum slowakischen Erstligisten MŠK Žilina. Zur Saison 2011/12 wechselte er zum polnischen Erstligaaufsteiger Podbeskidzie Bielsko-Biała. Anfang Juli 2012 wechselte er zu seinem ehemaligen Klub FC Vysočina Jihlava, spielte dort vier Jahre und ging dann zu Dynamo Budweis. In der Saison 2017/18 spielte er in Österreich für den unterklassigen Verein SC Wieselburg, ehe er sich ein Jahr später Viertligist Slavoj TKZ Polná in seiner Heimat anschloss.